# پرسمی‌ها
پرسمی‌ها یا پییتویی‌ها (نام علمی: Pitohui) یا زیبای سمی نام یک سرده از تیره کلاغان است.
که زیر گونه‌های این پرنده همگی سمی می‌باشند.

## بوم‌شناسی
در سال ۱۹۹۰ دانشمندانی که پوست سیانا را برای موزه آماده می‌کردند هنگام کار دچار بی‌حسی و سوزش شدند که به دلیل سم نوروتوکسین موجود در پوست این پرنده زیباست.
هوموباتراکوتوکسین که گونه‌ای از سم باتراکوتوکسین است در این بافت‌های بدن این سیانا پیدا می‌شود. همین سم پیش از این در بدن قورباغه‌های سمی دارت کلمبیایی پیدا شده بود.
باتراکوتوکسین (Batrachotoxin)، (به اختصار: BTX) یک آلکالوئید استروئیدی قلبی و عصبی بسیار قوی است که در گونه‌های خاصی از سوسکها، پرندگان و قورباغه‌ها یافت می‌شود. باتراکوتوکسین به کانال‌های سدیمی سلول‌های عصبی متصل شده و به‌طور برگشت‌ناپذیری آن‌ها را باز می‌کند و از بسته‌شدن مجدد آن‌ها جلوگیری می‌کند.
آزمایش‌ها نشان داده که سمی‌ترین بخش بدن پرنده پوست و پرهایش است و میزان سم در ماهیچه‌های اسکلتی آن کمتر است.
وجود سم در بافت قلب و کبد این پرنده نشان می‌دهد که سیانا مقابل سم باتراکوتوکسین مقاوم است.
گمان بر این است که سم موجود در بدن سیانا به دلیل رژیم غذایی آن‌ها است، چرا که میزان سم بدن این پرندگان بسته به مکان زندگی‌شان متفاوت است. سوسک‌های گل‌خراشی که این سم را در بدن خود دارند یکی شکارهای مورد علاقه سیانا هستند.

## گونه‌ها
- پیتویی گونه‌گون، Pitohui kirhocephalus
- پیتویی کلاه‌دار، Pitohui dichrous
- پیتویی شکم‌سفید، Pitohui incertus
- پیتویی زنگاری، Pitohui ferrugineus
- پیتویی کاکل‌دار، Pitohui cristatus
- پیتویی سیاه، Pitohui nigrescens